# Jazmín Durán
Jazmín Durán Valda  (Potosí, Bolivia; 15 de mayo de 1994) es una modelo y reina de belleza boliviana y Europea que participó en el certamen de Miss Bolivia España 2009 la cual ganó la corona y en el  Miss Bolivia 2015 como Miss Residentes Bolivia resultando "Miss Bolivia Tierra", tuvo que representar a Bolivia en el Miss Tierra 2015, pero 20 días después de su coronación renunció a la corona por motivos de salud.

## Miss Bolivia 2015
Fue designada como "Miss Residentes Bolivia 2015",  a concursar en el Miss Bolivia 2015 por motivos que la "Miss Bolivia España 2014", Yancarla Durán no cumplió con sus obligaciones de Miss y no se comunicaba con la agencia del concurso de España, la noche final fue el 25  de julio de 2015 se llevó a cabo la final del certamen de belleza departamental más importante en Bolivia donde las 24 candidatas se disputaron los títulos de Miss Bolivia. Al final de la noche Jazmín y se llevó la corona de Miss Bolivia Tierra 2015 (tercer lugar) la cual lo ostentaba Eloísa Gutiérrez Rendón de Chuquisaca, pero además ganó un título previo de Miss Elegancia 2015 

## Miss Tierra 2015
Como Miss Bolivia Tierra Jazmin tenía que representar a Bolivia en el Miss Tierra 2015, pero 20 días después renunció a la corona por motivos de salud y familiares. La cual se designó la nueva representante al Miss Tierra la cual sería Vinka Nemer de La Paz virreina del Miss Bolivia Mundo 2015.